# Château de La Pomarède
Le château de La Pomarède est un château situé à La Pomarède, en France.

## Localisation
Le château est situé sur la commune de La Pomarède, dans le département français de l'Aude.

## Historique
L'édifice est inscrit au titre des monuments historiques en 1995.